# Dầu nhờn
Dầu nhờn là loại dầu dùng để bôi trơn cho các động cơ. Dầu nhờn là hỗn hợp bao gồm dầu gốc và phụ gia, hay người ta thường gọi là dầu nhờn thương phẩm. Phụ gia thêm vào với mục đích là giúp cho dầu nhờn thương phẩm có được những tính chất phù hợp với chỉ tiêu đề ra mà dầu gốc không có được.

## Lịch sử hình thành và phát triển của dầu nhờn
Cách đây 150 năm, thậm chí con người vẫn chưa có khái niệm về dầu nhờn. Tất cả các loại máy móc lúc bấy giờ đều được bôi trơn bằng dầu mỡ lợn và sau đó dùng dầu ôliu. Khi dầu ôliu khan hiếm thì người ta chuyển sang sử dụng các loại dầu thảo mộc khác. Ví dụ, để bôi trơn cọc sợi máy dệt người ta sử dụng đến dầu cọ.
Khi ngành chế biến dầu mỏ ra đời, sản phẩm chủ yếu tại các nhà máy chế biến dầu mỏ là dầu hỏa, phần còn lại là mazut ( chiếm 70 – 90 %) không được sử dụng và coi như bỏ đi. Nhưng khi ngành công nghiệp dầu mỏ phát triển thì lượng cặn mazut càng ngày càng lớn, buộc con người phải nghiên cứu để sử dụng nó vào mục đích có lợi. Lúc đầu người ta lấy cặn dầu mỏ pha thêm vào dầu thực vật hoặc mỡ lợn với tỉ lệ thấp để tạo ra dầu bôi trơn, nhưng chỉ ít lâu sau người ta đã biết dùng cặn dầu mỏ để chế tạo ra dầu nhờn.
Năm 1870 ở Creem (Nga), tại nhà máy Xakhanxkiđơ bắt đầu chế tạo được dầu nhờn từ dầu mỏ, nhưng chất lượng thấp. Nhà bác học người Nga nổi tiếng D.I.Mendeleev chính là một trong những người chú ý đầu tiên đến vấn đề dùng mazut  để chế tạo ra dầu nhờn. Năm 1870 – 1871, Ragorzin đã xây dựng một xưởng thí nghiệm dầu nhờn nhỏ, và đến năm 1876 – 1877, Ragorzin xây dựng ở Balakhan nhà máy chế biến dầu nhờn đầu tiên trên thế giới có công suất 100.000 put/năm. Nhà máy này  đã sản xuất được bốn loại dầu nhờn: dầu cọc sợi, dầu máy, dầu trục cho toa xe mùa hè và mùa đông. Các mẫu dầu nhờn của Ragorzin đã được mang đến triển lãm quốc tế Pari năm 1878 và đã gây được nhiều hấp dẫn đối với chuyên gia các nước. Phát huy kết quả đó, năm 1879, Ragorzin cho xây dựng ở Conxtantinôp nhà máy thứ hai chuyên sản xuất dầu nhờn để xuất khẩu. Chính Mendeleep cũng đã làm việc ở các phòng thí nghiệm và những phân xưởng của nhà máy này vào những năm 1880 – 1881. Dưới sự chỉ đạo trực tiếp của ông, nhiều cơ sở khoa học của ngành sản xuất dầu nhờn đã được xây dựng và chỉ trong vòng mấy năm sau đó, ngành chế tạo dầu nhờn đã thực sự phát triển và đánh dấu một bước ngoặt trong lịch sử chế tạo chất bôi trơn.
Các tác phẩm nghiên cứu của nhà bác học Nga nổi tiếng N.P.Petrop đã tạo điều kiện để dầu nhờn được sử dụng rộng rãi hơn. Trong các tác phẩm của mình, ông đã nêu lên khả năng có thể dùng hoàn toàn dầu nhờn thay thế cho dầu thực vật và mỡ động vật, đồng thời nêu lên những nguyên lý bôi trơn. Cùng với những tiến bộ khoa học không ngừng, con người đã xây dựng được những tháp chưng cất chân không hiện đại thay thế cho những nhà máy chưng cất cũ kỹ, đây là bước phát triển mạnh mẽ của ngành công nghiệp dầu mỏ.
Chúng ta đang sống trong thời đại khoa học và công nghệ, nền công nghiệp hiện đại đã và đang xâm nhập vào mọi hang cùng, ngõ hẻm trên thế giới và xu hướng quốc tế hóa nên đời sống kinh tế cũng ngày càng phát triển mạnh mẽ. Tất cả những đặc điểm nêu trên của thời đại đã đặt ra một nhiệm vụ hết sức to lớn cho các quốc gia là phải xây dựng được một nền công nghiệp dầu mỏ hiện đại, đáp ứng và thỏa mãn các nhu cầu ngày càng tăng của nền kinh tế thế giới.
Các tập đoàn tư bản lớn liên quan đến dầu nhờn như: Shell, Exxon-Mobil, BP, Chervon, Total, v.v... đã có mặt trên hầu hết các nước trên thế giới. Họ cũng đã và đang áp dụng rộng rãi những thành tựu mới nhất của khoa học, đưa nền công nghiệp dầu mỏ hằng năm tăng trưởng không ngừng và sản xuất dầu nhờn cũng không ngừng được nâng cao về mặt chất lượng cũng như số lượng, sáng tạo thêm nhiều chủng loại dầu nhờn mới.

## Thành phần dầu nhờn
Dầu nhờn để bôi trơn cho các động cơ hoạt động vận hành trong thực tế đó là hỗn hợp bao gồm dầu gốc và phụ gia, hay người ta thường gọi là dầu nhờn thương phẩm. Phụ gia thêm vào với mục đích là giúp cho dầu nhờn thương phẩm có được những tính chất phù hợp với chỉ tiêu đề ra mà dầu gốc không có được. 

### Dầu gốc
Dầu gốc là dầu thu được sau quá trình chế biến, xử lý tổng hợp bằng các quá trình xử lý vật lý và hóa học. Dầu gốc thông thường gồm có ba loại là: dầu khoáng, dầu tổng hợp toàn phần và dầu bán tổng hợp. 
Với tính chất ưu việt như giá thành rẻ, sản phẩm đa dạng và phong phú, dầu khoáng đã chiếm một vị trí quan trọng trong lĩnh vực sản xuất dầu nhờn. Trong những năm gần đây, Dầu tổng hợp cũng được quan tâm nhiều bởi tính chất ưu việt của nó so với dầu khoáng thông thường. Dầu bán tổng hợp là loại dầu được pha trộn từ Dầu khoáng (70%) và Dầu tổng hợp (30%), dầu bán tổng hợp sẽ là tương lai của ngành công nghiệp chế biến dầu do nó mang những đặc tính vượt trội của Dầu tổng hợp, nhưng giá thành thấp hơn từ 50 - 60%.

#### Dầu gốc khoáng
Trước đây, thông thường người ta dùng phân đoạn cặn mazut là nguyên liệu chính để sản xuất dầu nhờn gốc. Nhưng về sau này khi ngành công nghiệp nặng và chế tạo máy móc phát triển, đòi hỏi lượng dầu nhờn ngày càng cao và chủng loại ngày càng phong phú cũng như tiêu chuẩn về chất lượng ngày càng cao, nên người ta đã nghiên cứu tận dụng phần cặn của quá trình chưng cất chân không có tên gọi là cặn gudron làm nguyên liệu để sản xuất dầu nhờn gốc có độ nhớt cao. Tóm lại nguyên liệu chính để sản xuất dầu nhờn gốc là cặn mazut và gudron.

#### Cặn mazut
Mazut là phần cặn của quá trình chưng cất khí quyển có nhiệt độ sôi cao hơn 350°C. Phần cặn này có thể đem đi đốt hoặc làm nguyên liệu để sản xuất dầu nhờn gốc. Để sản xuất dầu nhờn gốc người ta đem mazut chưng cất chân không thu được phân đoạn có nhiệt độ sôi khác nhau:
- Phân đoạn dầu nhờn nhẹ ( LVGO: Light Vacuum Gas Oil ) có nhiệt độ sôi từ 300°C - 350°C.
- Phân đoạn dầu nhờn trung bình ( MVGO: Medium Vacuum Gas Oil ) có nhiệt độ từ 350°C - 420°C.
- Phân đoạn dầu nhờn nặng ( HVGO: Heavy Vacuum Gas Oil ) có nhiệt độ từ 420°C - 500°C.

Thành phần của các phân đoạn này gồm những phân tử hydrocacbon có số cacbon từ C21-40, những hydrocacbon trong phân đoạn này có trọng lượng phân tử lớn ( 1000 – 10000), cấu trúc phức tạp, bao gồm:
- Các parafin mạch thẳng và mạch nhánh.
- Các hydrocacbon napten đơn hay đa vòng thường có gắn nhánh phụ là các parafin.
- Các hydrocacbon thơm đơn hay đa vòng chủ yếu chứa mạch nhánh ankyl, nhưng chủ yếu là 1 đến 3 vòng.
- Các hợp chất lai hợp mà chủ yếu là lai hợp giữa napten và paraffin, giữa napten và hydrocacbon thơm.
- Các hợp chất phi hydrocacbon như các hợp chất chứa các nguyên tố oxy, nitơ, lưu huỳnh cũng chiếm phần lớn trong phân đoạn dầu nhờn. Các hợp chất chứa kim loại cũng gặp trong phân đoạn này.

#### Cặn gudron
Cặn gudron là phần cặn còn lại của quá trình chưng cất chân không, có nhiệt độ sôi trên 500°C. Trong phần này tập trung các cấu tử có số nguyên tử cacbon từ C41 trở lên, thậm chí có cả C80, có trọng lượng phân tử lớn, có cấu trúc phức tạp. Do đó người ta không chia thành phần của phân đoạn này theo từng hợp chất riêng biệt mà người ta phân làm ba nhóm như sau:

Nhóm chất dầu
Nhóm chất dầu bao gồm các hydrocacbon có phân tử lượng lớn, tập trung nhiều các hợp chất thơm có độ ngưng tụ cao, cấu trúc hỗn hợp nhiều vòng giữa hydrocacbon thơm và napten, đây là nhóm chất nhẹ nhất có tỷ trọng xấp xỉ bằng 1. Nhóm chất này hòa tan được các dung môi nhẹ như paraffin và xăng, nhưng người ta không thể tách nó bằng các chất như silicagen hay là than hoạt tính vì đây là những hợp chất không có cực. Trong phân đoạn cặn gudron, nhóm dầu chiếm khoảng 45 – 46%.

Nhóm chất nhựa
Nhóm nhựa hòa tan được trong các dung môi như nhóm dầu nhưng nó là hợp chất có cực nên có thể tách ra bằng các chất như than hoạt tính hay silicagen. Nhóm chất nhựa gồm hai thành phần là các chất trung tính và axit. Các chất trung tính có màu nâu hoặc đen, nhiệt độ hóa mềm nhỏ hơn 100°C, tỷ trọng lớn hơn 1, dễ dàng hòa tan trong xăng, naphta. Chất trung tính tạo cho nhựa có tính dẻo dai và tính kết dính. Hàm lượng của nó ảnh hưởng trực tiếp đến độ kéo dài của nhựa, chiếm khoảng 10 – 15% khối lượng cặn gudron. Các chất axit là chất có nhóm-COOH, màu nâu sẫm, tỷ trọng lớn hơn 1, dễ dàng hòa tan trong clorofom và rượu etylic, chất axit tạo cho nhựa có tính hoạt động bề mặt, chiếm 1% trong cặn dầu mỏ.

Nhóm asphanten
Nhóm asphanten là nhóm chất rắn màu đen, cấu tạo tinh thể, tỷ trọng lớn hơn 1, chứa hầu hết hợp chất dị vòng có khả năng hòa tan mạnh trong cacbon disunfua (CS2), nhưng không hòa tan trong các dung môi nhẹ như parafin hay xăng, ở 300°C không bị nóng chảy mà bị cháy thành tro. 
Trong quá trình thì nhóm dầu, nhựa, asphanten tồn tại ở trạng thái hệ keo, trong đó nhóm nhựa tan trong dầu tạo thành một dung dịch thật sự, người ta gọi là môi trường phân tán. Asphanten không tan trong nhóm dầu nên tồn tại ở trạng thái pha phân tán. Ngoài ba nhóm chất trên, trong cặn godron còn tồn tại các hợp chất cơ kim của kim loại nặng, các hợp chất cacbon, cacboit, các hợp chất này không tan trong các dung môi thông thường, chỉ tan trong pyridine.

### Dầu nhờn tổng hợp
Dầu nhờn sản xuất từ dầu mỏ vẫn chiếm ưu thế do nó có những ưu điểm như: công nghệ sản xuất dầu đơn giản, giá thành rẻ. Nhưng ngày nay, để đáp ứng yêu cầu cao của dầu nhờn bôi trơn, người ta bắt đầu quan tâm đến dầu tổng hợp nhiều hơn. Dầu tổng hợp là dầu được tạo ra bằng các phản ứng hóa học từ những hợp chất ban đầu, do đó nó có những tính chất được định ra trước. Nó có thể có những tính chất tốt nhất của dầu khoáng, bên cạnh nó còn có các tính chất khác đặc trưng như là: không cháy, không hòa tan lẫn trong nước.

Ưu điểm của dầu tổng hợp là có khoảng nhiệt độ hoạt động rộng từ -55°C đến 320°C, có độ bền nhiệt lớn, có nhiệt độ đông đặc thấp, chỉ số độ nhớt cao… Chính những ưu điểm này mà dầu tổng hợp ngày càng được sử dụng nhiều, nhất là trong các động cơ phản lực.
Có hai phương pháp chính để phân loại dầu nhờn tổng hợp: 
- Phương pháp 1: dựa vào một số tính chất đặc thù để phân loại như: độ nhớt, khối lượng riêng.
- Phương pháp 2: dựa vào bản chất của chúng.

Theo phương pháp 2 người ta chia dầu tổng hợp thành những loại chính sau: hydrocacbon tổng hợp, este hữu cơ, poly glycol, và este photphat. Bốn hợp chất chính này chiếm trên 40% lượng dầu tổng hợp tiêu thụ trên thực tế.

## Phụ gia cho dầu nhờn
Dầu nhờn thương phẩm để sử dụng cho mục đích bôi trơn là hỗn hợp của dầu gốc và phụ gia. Do đó, chất lượng của dầu bôi trơn ngoài sự phụ thuộc rất nhiều vào dầu gốc, nó còn phụ thuộc vào phụ gia.
Phụ gia là những hợp chất hữu cơ, vô cơ, thậm chí là những nguyên tố hóa học được thêm vào chất bôi trơn, nhằm nâng cao hay mang lại những tính chất mong muốn. Thông thường, hàm lượng phụ gia đưa vào là 0,01 – 5%, trong một số trường hợp phụ gia được dùng từ vài phần triệu cho đến vài phần trăm. Do là những hợp chất hoạt động, vì vậy khi tồn tại trong dầu phụ gia có thể tác dụng với nhau và làm mất chức năng của dầu nhờn. Ngược lại, chúng cũng có thể tác động tương hỗ với nhau tạo ra một tính chất mới có lợi cho dầu nhờn, do đó việc phối trộn các phụ gia cần phải được nghiên cứu kỹ lưỡng để loại trừ những hiệu ứng đối kháng và nâng cao tính tác động tương hỗ. Sự tác động tương hỗ giữa phụ gia và dầu gốc cũng là một yếu tố cần được quan tâm khi sản xuất dầu nhờn.
Ngày nay, để đạt được các tính năng bôi trơn thì dầu có chứa nhiều phụ gia khác nhau. Chúng có thể được pha riêng lẻ vào dầu nhờn hoặc phối trộn lại với nhau để tạo thành một phụ gia đóng gói rồi mới đưa vào dầu nhờn.
Yêu cầu chung của một loại phụ gia:
- Dễ hòa tan trong dầu.
- Không hoặc ít hòa tan trong nước.
- Không ảnh hưởng đến tốc độ nhũ hóa của dầu.
- Không bị phân hủy bởi nước và kim loại.
- Không bị bốc hơi ở điều kiện làm việc của hệ thống dầu nhờn.
- Không làm tăng tính hút ẩm của dầu nhờn.
- Hoạt tính có thể kiểm tra được.
- Không độc, rẻ tiền, dễ kiếm.

### Phụ gia tăng chỉ số nhớt
Phụ gia được sử dụng để làm tăng chỉ số số nhớt là các polymer tan được trong dầu có tác dụng tăng độ nhớt của dầu mỏ, nghĩa là làm cho tốc độ thay đổi độ nhớt của dầu theo nhiệt độ giảm đi ( tăng chỉ số độ nhớt) cũng như để tạo ra các loại dầu mùa đông. Các phụ gia này được chia làm hai nhóm: dạng hydrocacbon và dạng este.
- Dạng hydrocacbon có các loại: copolymer etylen-Propylen, Polyizobutylen, copolymer styren- butadien do hydro hóa, copolymer styren-izopren.
- Dạng ester gồm: polymetacrylat, polyacrylat và các copoly của ester styrenmaleic.

Các chất cải thiện chỉ số độ nhớt được sủ dụng rộng rãi nhất hiện nay là các polymer của etylen-propylen (có thể lên đến 10%) và polyizobutylen ( hàm lượng nhỏ 0,2 – 0,5%). 

### Phụ gia chống oxy hóa
Phụ gia này nhằm mục đích làm chậm quá trình ôxy hóa của dầu (tăng độ bền ôxy hóa), khắc phục hiện tượng cháy vòng găng, giảm bớt hiện tượng ăn mòn chi tiết và tạo cặn. Có hai nhóm phụ gia chống ôxy hóa:
- Phụ gia kìm hãm quá trình ôxy hóa dầu ở một lớp dày ngay trong khối dầu: nhóm này quan trọng nhất là chất ức chế ôxy hóa, đó là các hợp chất có chứa nhóm phenol hay nhóm amin, cũng có thể chứa 2 nhóm đồng thời như các phenol có chứa nitơ hoặc lưu huỳnh, các kẽm di-ankyl di-thiophotphat (ZnDDP), các hợp chất của phốt pho, lưu huỳnh…. Các chất ức chế này có nồng độ thấp, khoảng 0,005 đến 0,5 %.
- Phụ gia kìm hãm quá trình ôxy hóa dầu ở lớp mỏng trên bề mặt kim loại, đó là các chất thơm nhiệt, được pha với tỷ lệ 0,5 – 3%, chúng sẽ làm chậm quá trình ôxy hóa dầu ở lớp mỏng trên chi tiết động cơ ở nhiệt độ tương đối cao (200-300C), ngoài ra còn có tác dụng bảo vệ, chống rỉ cho ổ đỡ. Các chất thơm nhiệt được dùng là các hợp chất hữu cơ có chứa phốt pho, lưu huỳnh, kẽm ( tri-butylaphotphit, di-tiophotphat kẽm…).

Các loại chất thơm nhiệt dường như là chất thơm quan trọng nhất vì khi động cơ ngừng hoạt động là lúc dầu ngừng tuần hoàn và khi đó chất thơm tẩy rửa cũng ngừng hoạt động còn chất thơm nhiệt thì ngược lại, sẽ hoạt động mạnh hơn, nó không cho lớp dầu mỏng trên các chi tiết chưa nguội có khả năng biến thành sạn.

### Phụ gia ức chế gỉ
Nếu như động cơ làm việc không có thời gian ngừng lâu thì dầu nhờn làm chức năng chống gỉ tương đối tốt vì khi động cơ ngừng trong thời gian ngắn thì dầu chưa kịp chảy hết khỏi các chi tiết. Nhưng nếu động cơ ngừng lâu hoặc bảo quản lâu ngày thì xylanh, cổ trục khuỷu và các chi tiết đánh bóng hoặc mài sẽ bị gỉ. Gỉ là sự hình thành sắt hydroxit Fe(OH)2, là một dạng đặc biệt quan trọng của ăn mòn trên mặt. Có nhiều hợp chất được dùng để ức chế rỉ như: các axit béo, các este của axit napteic và axit béo, các amin hữu cơ, các xà phòng kim loại của axit béo… thường pha vào dầu với tỷ lệ 0,1 – 1%.

### Phụ gia ức chế tạo bọt
Bọt do không khí trộn mạnh vào dầu nhờn ảnh hưởng xấu tới tính chất bôi trơn, làm tăng sự ôxy hóa của chúng, làm dầu bị tổn thất, ngăn cản sự lưu thông của dầu trong sự tuần hoàn, gây ra hiện tượng bôi trơn không đầy đủ. Để tránh hoặc giảm sự tạo bọt người ta sử dụng các loại phụ gia chống bọt. Chúng còn được gọi là các chất hủy hoặc phá bọt. Đó là hợp chất silicon và hydro có khả năng làm tan sủi bọt nhưng tỷ lệ này rất nhỏ: 0,001-0,004%. Phụ gia cho dầu nhờn bôi trơn là một hợp phần của công nghệ chất bôi trơn hiện đại, đặc biệt là đối với dầu động cơ.

### Phụ gia phân tán
Dùng để ngăn ngừa, làm chậm quá trình tạo cặn và lắng đọng trong điều kiện hoạt động ở nhiệt độ thấp. Các phụ gia phân tán quan trọng nhất bao gồm:
- Ankenyl-poly-amin-suxinimit.
- Ankyl-hydrobenzyl-polyamin.
- Este-polyhydroxy-suxinic.
- Poly-aminamit-imidazolin.
- Polyamine suxinimit.
- Ester-photpholat.

Như vậy các chất phân tán được sử dụng đều có chứa các nhóm chức như amin, imít, amít hoặc các nhóm hydroxyl-ester nên các polymer như poly metacrylat cũng cho khả năng phân tán. Mặt khác, do chúng có tính nhớt (chất tăng chỉ số độ nhớt) nên chúng được sử dụng như các phụ gia phân tán nhiều tác dụng. Lượng chất phân tán được sử dụng nói chung phụ thuộc vào lượng chất rắn cần phải phân tán trong dầu và thường là chiếm từ 0,1 đến 2%. Các dầu bôi trơn cacte chất lượng hàng đầu hiện nay có chứa tới 8% các phụ gia phân tán không tro. Hiệu quả của các chất phân tán là kết quả của sự tác động qua lại đặc biệt giữa tác nhân được chặn và chất phân tán.

### Phụ gia ức chế ăn mòn
Là phụ gia có chức năng làm giảm thiểu việc tạo thành các peoxit hữu cơ, axit và các thành phần ôxy hóa khác làm xuống cấp dầu động cơ, bảo vệ ổ đỡ và các bề mặt khác nhau khỏi ăn mòn. Có thể nói chất ức chế ăn mòn bổ sung trong thực tế có tác dụng như các chất chống ôxy hóa. Các phụ gia này bao gồm: di-thiophotphat kim loại (đặc biệt là kẽm); sunphonat kim loại và kim loại kiềm cao; và các tác nhân hoạt động bề mặt như các axit béo, amin, axit ankylsuxinic, clo hóa parafin…

### Phụ gia chống mài mòn
Mài mòn là sự tổn thất kim loại giữa các bề mặt chuyển động tương đối với nhau. Yếu tố chính gây mài mòn là do sự tiếp xúc giữa kim loại và kim loại (mài mòn dính). Sự có mặt của các hạt mài (mài mòn hạt) gây ra mài mòn là do ăn mòn hay mài mòn hóa học. Để chống lại sự mài mòn, cần thiết phải cho vào các  phụ gia chống mài mòn gồm các nhóm hóa chất có chứa hợp chất phôtpho, hợp chất lưu huỳnh, các dẫn xuất béo có khả năng bám dính trên bề mặt kim loại nhằm giảm bớt sự cọ xát, tỏa nhiệt trong quá trình làm việc. Phụ gia chống mài mòn thường có hàm lượng nhỏ khoảng 0,01%.

### Phụ gia hỗ trợ ma sát của bộ li hợp
Đây là phụ gia chuyên dùng trong dầu nhớt dành riêng cho xe motor, xe máy sử dụng bộ li hợp ướt. Cấu tạo bộ li hợp ướt có các chi tiết bề mặt nhám (hầu hết làm từ giấy pha kim loại) để khi chất lỏng lọt vào đủ để làm chất xúc tác kết dính cơ học giữa các đĩa chịu lực ma sát khi tiếp xúc với đĩa truyền động, chịu lực ma sát nghỉ và dễ sinh ra ma sát trượt. Phụ gia cải thiện ma sát được thêm vào dầu nhờn, và nó chỉ tạo kết dính đối với chất liệu trên, không gây ma sát cho kim loại.
Nồng độ phụ gia này phải tính toán kĩ lưỡng để vừa đủ tạo kết dính trong suốt quá trình vận hành mà không gây ảnh hưởng đến thành phần các phụ gia khác.

### Phụ gia tẩy rửa
Với nồng độ 2 – 10 %, các chất tẩy rửa có thể ngăn cản, loại trừ các cặn không tan trong dầu, cặn sạn, cacbon và các hợp chất chì trên các bộ phận của động cơ đốt trong. Chúng tác dụng bằng cách hấp thụ lên các hạt không tan, giữ chúng lại trong dầu nhằm giảm tối thiểu cặn lắng và giữ sạch các chi tiết của động cơ. Tác nhân quan trọng nhất có tính tẩy rửa là các phụ gia có chứa kim loại, chúng bao gồm: sunphonat, phenolat, salixylat. Phần lớn sunphonat, phenolat và salixilat của canxi hoặc magiê được sử dụng như các chất tẩy rửa chứa kim loại.

### Phụ gia biến tính, giảm ma sát
Phụ gia biến tính, giảm ma sát (FM) có chức năng làm tăng độ bền của màng dầu, giữ bề mặt kim loại tách rời nhau, ngăn không cho lớp dầu bị phá hoại trong điều kiện tải trọng lớn và nhiệt độ cao.

Phụ gia biến tính FM làm giảm hệ số ma sát, bảo tồn được năng lượng, tiết kiệm được 2-3% nhiên liệu cho ôtô. Phụ gia FM được sử dụng khi cần tạo ra chuyển động trượt mà không có rung động và khi cần có hệ số ma sát nhỏ nhất.

Phụ gia FM bao gồm nhiều loại hợp chất chứa ôxy, nitơ, lưu huỳnh, molipden, đồng và các nguyên tố khác. Các phụ gia này làm tăng độ bền của màng dầu chủ yếu do hiện tượng hấp phụ vật lý, nhờ đó làm giảm ma sát. Phụ gia này thường được pha với tỷ lệ 0,1 – 0,3 %.

### Phụ gia hạ điểm đông đặc
Ở nhiệt độ thấp thì khả năng lưu động của dầu sẽ giảm, vì vậy cần pha các phụ gia hạ điểm đông đặc nhằm hạ thấp nhiệt độ đông đặc của dầu. Cần cho thêm một ít parafin có lượng O.R.azolin không quá 1%.

## Pha chế dầu động cơ
| Thành phần dầu nhờn thương phẩm        | Trọng lượng, % |
| -------------------------------------- | -------------- |
| Dầu gốc                                | 71,5 – 96,2    |
| Chất tẩy rửa                           | 2 – 10         |
| Chất phân tán không tro                | 1 – 9          |
| Kẽm di-ankyl di-thiophotphat           | 0,5 – 3        |
| Phụ gia chống ôxy hóa và chống mài mòn | 0,1 – 2        |
| Chất biến tính ma sát                  | 0,1 – 3        |
| Chất hạ điểm đông đặc                  | 0,1 – 1,5      |
| Chất ức chế tạo bọt                    | 2 – 15 ppm     |

Vấn đề pha chế dầu động cơ là một công việc khó khăn, phức tạp, tốn kém, đòi hỏi nhiều ngành kỹ thuật tham gia, nó cũng là sức mạnh cạnh tranh của các công ty dầu nhờn. Vậy thì tỷ lệ phụ gia pha như thế nào với dầu gốc sẽ tạo ra dầu thành phẩm chất lượng cao, không những làm giảm những mặt hạn chế của dầu gốc, nâng cao phẩm cấp đối với các chất đã có sẵn của dầu và tạo cho dầu nhờn những tính chất mới cần thiết. Trong thực tế, một vài loại dầu động cơ có thể chứa hơn 20% phụ gia các loại.